# 劉令譽
劉令譽（？—1657年），字仁徵，號闇然，山西平陽府洪洞縣（今山西省洪洞縣）人，明末清初政治人物。

## 生平
治易经，行一，己亥年十二月十七日生。天啟元年辛酉科乡试十四名，二年（1622年），登壬戌科進士，工部观政，三年二月授南直颍上县知县，丁忧归。六年补宝丰知县，崇祯元年调汝阳县，三年本省同考。四年考选，授山東道御史，管太仓银库，六年任河南巡按御史。八年应天巡按，十年皇城巡视，巡视西城，升顺天府丞。崇禎十一年，以右僉都御史銜，任延綏巡撫、榆林巡撫，十四年回籍。崇祯十七年起兵部添设右侍郎。明亡后歸附清朝，順治十二年，授太僕寺卿、太常寺卿、通政使。

## 家族
曾祖刘廷相，嘉靖丁酉经魁，直隶河间府通判。祖刘应时，嘉靖丁未进士，四川左参政。父刘承光，贡士。前母晋氏，母巨氏。具庆下，娶董氏，子若沆、若温、若瀛、若瀣。